# Nogueira e Silva Escura
Nogueira e Silva Escura es una freguesia portuguesa del municipio de Maia, distrito de Oporto.

## Historia
Fue creada el 28 de enero de 2013 en aplicación de una resolución de la Asamblea de la República de Portugal promulgada el 16 de enero de 2013 con la unión de las freguesias de Nogueira y Silva Escura.

## Demografía
| Gráfica de evolución demográfica de Nogueira e Silva Escura entre 2011 y 2021 |
|                                                                               |
| Datos según el nomenclátor publicado por el INE portugués.                    |